# 喜山金背啄木鸟
，是䴕形目啄木鸟科的一种鸟类。

## 特征
喜山金背啄木鸟体重约101克，翼长约150.2毫米，嘴峰长约37.6毫米，喙宽度约8.4毫米，喙厚度约8.9毫米，跗蹠长约25.8毫米，尾长约97.6毫米。喜山金背啄木鸟在其分布区内为留鸟，其栖息在密集的高大树木组成的森林中，食性为肉食性，主要食物来源是陆生无脊椎动物。

## 亚种
- ：分布于喜马拉雅山脉（印度西北部至孟加拉国北部）；印度西部（西高止山脉）。
- ：分布于缅甸西部和邻近的印度东北部（阿萨姆邦）。[4]